# Förstakammarvalet i Sverige 1913
Förstakammarvalet i Sverige 1913 var ett val i Sverige till Sveriges riksdags första kammare. Valet genomfördes med ett proportionellt valsystem i september månad 1913.
Valet hölls i fem valkretsar, utgörande den femte valkretsgruppen: Östergötlands läns valkrets, Kronobergs läns valkrets, Göteborgs och Bohus läns valkrets, Gävle stads valkrets och Värmlands läns valkrets. Ledamöterna utsågs av valmän från det landsting som valkretsarna motsvarade. För de städer som inte ingick i landsting var valmännen stadsfullmäktige.

## Valresultat
| Parti                | Parti                                     | Partiledare            | Röster | Röster | Mandatfördelning | Mandatfördelning |
| Parti                | Parti                                     | Partiledare            | Antal  | +−     | Antal            | +−               |
| -------------------- | ----------------------------------------- | ---------------------- | ------ | ------ | ---------------- | ---------------- |
|                      | Allmänna valmansförbundet                 | Gustaf Fredrik Östberg | 147    | ▲2     | 16               | ▬                |
|                      | Frisinnade landsföreningen                | Ernst Beckman          | 84     | ▼9     | 9                | ▬                |
|                      | Sveriges socialdemokratiska arbetareparti | Hjalmar Branting       | 27     | ▲7     | 1                | ▬                |
| Antal giltiga röster | Antal giltiga röster                      | Antal giltiga röster   | 258    | ▼2     | 26               |                  |

- Antalet valmän utgjorde 261. Av dessa deltog 258 (98,9 %) i valet.